# Packshot

En packshot av en parfymprodukt

En packshot är en stillbild eller rörliga bilder av en produkt, vanligen med dess förpackning, som används för att illustrera produkten i annonsering eller i massmedia. Målet är att kunden ska känna igen produkten när den ligger på hyllan i affären vilket anses vara en viktig faktor vid försäljning. Packshots används inte minst i olika tv-program och filmer som så kallad produktplacering.
I reklamfilmer är packshots ofta en viktig del och det kan finnas så mycket som två klipp på fem sekunder var i en reklamfilm på 30 sekunder.
Förfalskade eller läckta packshots för produkter som ännu inte släppts på marknaden kan generera stort intresse för produkten, inte minst på diskussionsforum och bloggar på Internet.